# بخش کویلو
بخش کویلو (به لاتین: Kouilou Department) یک منطقهٔ مسکونی در جمهوری کنگو است که در جمهوری کنگو واقع شده‌است. بخش کویلو ۱۳٬۶۵۰ کیلومتر مربع مساحت و ۹۱٬۹۵۵ نفر جمعیت دارد.